# National Park (Nouvelle-Zélande)
La ville de National Park est une petite localité de la région du Massif du Tongariro
souvent nommé North Island Central Plateau ou Plateau volcanique de l’Île du Nord située dans le centre de l’Île du Nord de la Nouvelle-Zélande.

## Géographie
La localité est aussi connue sous le nom de «National Park Village».
C’est la zone urbaine la plus élevée en altitude de la Nouvelle-Zélande, atteignant les 825 mètres.

## Toponymie
Son nom dérive de sa localisation juste en dehors des limites du Parc national de Tongariro, qui fut le premier parc national créé en Nouvelle-Zélande et le seul lors de sa création en 1887 et ce jusqu’en 1900.
Le village bénéficie d’une large vue sur le mont Tongariro,le mont Ngauruhoe (c’est le mont Doom dans le film  Le Seigneur des anneaux), et le mont Ruapehu.
Initialement la ville était connue sous le nom de ‘Waimarino’ (les eaux calmes).
En 1926, le réseau des chemins de fer de la Nouvelle-Zélande renomma la gare en « National Park ».
Ceci évitait la confusion avec les entités de ‘Waimarino’ et ainsi le nom est passé dans l’usage commun pour les lieux proches du Parc national de Tongariro.

## Accès
La ville est située à côté de la ligne de chemin de fer de la ligne principale de l’île du nord (en) et tout près de la jonction de la route State Highway 4 /S H 4 (en) et de la route State Highway 47 /S H 47 (en), à mi-distance entre les villes de Raetihi e celle de Taumarunui et donc à 45 kilomètres au sud-ouest de la berge sud du lac Taupo.
Elle est à 20 minutes de voiture du plus grand champ de ski du pays:domaine de ski de Whakapapa (en) et à 50 minutes de voiture de la station de ski de Turoa (en) situés sur les pentes du volcan actif: le mont Ruapehu.
Vers l’ouest se trouve le Parc national de Whanganui.
Mais ce changement a, depuis , été la source de confusion avec les nombreux Parcs Nationaux de Nouvelle-Zélande, qui sont apparus plus tard.

## Gouvernance
La ville est administrée par le district de Ruapehu.
Un conseiller est élu pour le compte du « National Park Ward » et il y a un Board de la Communauté (en) de « Parc National » .
Au niveau national, le parc national fait partie de l’électorat général du secteur électoral de Rangitīkei  et de la circonscription électorale Maori du Te Tai Hauāuru .

## Économie
Le Tourisme est la principale activité avec 1 500 lits installés tant dans des structures commerciales  que dans des chalets privés.
En été, le village est une base réputée au niveau des Parcs nationaux de Tongariro et celui de Whanganui pour la randonnée, le vtt et le kayak.
Les transports mènent quotidiennement (quand le temps le permet) jusqu’au Tongariro Alpine Crossing (en), connu comme les meilleurs circuits alpins pour la journée de Nouvelle-Zélande.

## Accès
Le train nommé Northern explorer (en) de KiwiRail s’arrêtent au niveau de la gare de gare de National park (en) sur son trajet allant d’Auckland à Wellington.
Il y a aussi un café pour le rafraîchissements autorisé au niveau de la plate-forme.
Vers le nord-ouest de la ville, le chemin de fer fait une boucle, qui est appelé Raurimu Spiral (en), une des plus impressionnantes réalisations d’ingénierie de la Nouvelle-Zélande.

## Histoire
L’ouverture de la ligne de la Main Trunk en 1908 créa une vaste opportunité pour l’exploitation forestière et les scieries, avec les grands arbres de la forêt native, d’où l’installation de plus de 30 scieries et des tramways de bush associés dans le secteur du Parc National.
Avec l’arrivée des tracteurs Caterpillar dans les années 1930, les procédés d’extraction furent accélérés avec la gare de gare de National Park (en) dans la région de Manawatū-Whanganui, qui avait un des plus gros débits de chargement des troncs de la Nouvelle-Zélande.
Aujourd’hui: la société: Tongariro Timber est la dernière scierie survivante, fonctionnant au niveau du Parc National.
En 1960, la ville de National Park devint aussi la tête de pont pour tous les équipements lourds et la machinerie pour le projet du «Tongariro Power Scheme Development» avec les routes locales en pierre ponces, qui ont été améliorées de façon substantielles pour supporter l’importance du trafic.

## Éducation
L’école de «National Park » fut installée en 1925.
Son succès a été fluctuant selon les cycles de l’activité dans le secteur.
Aujourd’hui, elle repose sur une population plus stable et l’établissement d’un programme de «Ski d’Elite» pour lequel, les élèves peuvent trouver une résidence dans le village pour l’hiver, combinant ainsi les études avec les activités du programme de développement du ski et du snowboard.